# Danny Dill
Horace Eldred "Danny" Dill (Clarksburg (Tennessee), 19 de septiembre de 1924 – 23 de octubre de 2008) fue un cantante y compositor de música country estadounidense. Entró en el Salón de la Fama de Compositores de Nashville en 1975.

## Biografía
Dill empezó como músico profesional mientras trabajaba con Annie Lou Stockard en el grupo Annie Lou y Danny, un dueto que cantó en la Grand Ole Opry durante la década de los 40 y 50. Annie Lou y Danny Dill fueron miembros de The Opry en la década de los 40. Aunque Dill grabó como solista, encontró su mayor éxito como compositor.
Su canción de 1959 Long Black Veil, escrita junto a Marijohn Wilkin, fue un éxito en las listas de country para Lefty Frizzell y se ha convertido en un himno grabado por muchos músicos country, folk y pop. Otra composición notable de Dill fue Detroit City (I Wanna Go Home), que cantado con bastante éxito por Bobby Bare, Tom Jones y Dean Martin.

## Composiciones
- I'm Hungry for your lovin
- Long Black Veil
- Detroit City (con Mel Tillis)
- Partners" (grabada por Jim Reeves in 1959)
- So Wrong con Carl Perkins and Mel Tillis
- The Comeback
- Let Me Talk to You
- There's A Time
- I'll Take It Before I Say Goodbye
- Coming Home
- Partners
- Come In Outta' The Rain
- Where The Sad People Are